# Epicypta punctum
Epicypta punctum är en tvåvingeart som först beskrevs av Hermann Friedrich Stannius 1831.  Epicypta punctum ingår i släktet Epicypta och familjen svampmyggor. Inga underarter finns listade i Catalogue of Life.